# Trzy historie i jedno rozważanie
Trzy historie i jedno rozważanie (tytuł oryginalny Drei Geschichten) – powieść niemieckiego pisarza, Patricka Süskinda, wydana w 1996 roku.
Opowiada trzy historie różnych ludzi - młodej artystki ("Obsesja głębi"), dwóch przeciwników w grze w szachy ("Walka") i starszego mężczyzny na łożu śmierci ("Testament"). Każda historia zwieńczona jest zaskakującą puentą, a całą powieść kończy jedno, dające do myślenia, rozważanie - o "amnezji literackiej".